# Katholische Erwachsenenbildung Deutschland Bundesarbeitsgemeinschaft
Die Katholische Erwachsenenbildung Deutschland – Bundesarbeitsgemeinschaft e. V. (KEB Deutschland) ist ein Zusammenschluss von Trägern der katholischen Erwachsenenbildung auf nationaler Ebene. Die Mitgliedseinrichtungen der KEB sprechen jährlich in 172.000 Veranstaltungen ca. 3,6 Millionen Teilnehmende an (Stand: 2018) und halten so gemeinsam das größte nicht-kommunale und das zweitgrößte allgemeine Angebot an Erwachsenenbildung vor, mit Schwerpunkten in der personenbezogenen, religiösen und kulturellen Weiterbildung.

## Geschichte
1957 wurde die Katholische Bundesarbeitsgemeinschaft für Erwachsenenbildung e. V. (KBE) gegründet. 2013 erfolgte die Umbenennung zur heutigen Bezeichnung.

## Tätigkeit
In der KEB sind u. a. die deutschen Diözesen durch 29 Bischöfliche Beauftragte für Erwachsenenbildung vertreten, darüber hinaus elf katholische Landesarbeitsgemeinschaften für Erwachsenenbildung, vier katholische Verbände auf Bundesebene und sieben weitere Zusammenschlüsse katholischer Werke und Einrichtungen auf Bundesebene.
Die KEB vertritt die Interessen ihrer Mitglieder gegenüber der Bundesregierung sowie gegenüber der Deutschen Bischofskonferenz sowie anderen Erwachsenenbildungsträgern auf Bundesebene. Sie unterhält einzelne Kommissionen (z. B. zu den Themen Theologie und Bildung, Digitalisierung, Demografischer Wandel, Interkulturalität) und Arbeitsgruppen (z. B. für politische Bildung oder Bildung in der Großstadt), veranstaltet Fachtagungen und ist Trägerin bundesweiter und europäischer Projekte. 
Die KEB gibt im Vandenhoeck & Ruprecht Verlag die Fachzeitschrift Erwachsenenbildung EB. Vierteljahresschrift für Theorie und Praxis und die beiden Buchreihen EB spezial und EB Buch heraus. Dazu kommen Materialdienste wie Medien-Dienst EB, Info-Dienst Mitarbeiterfortbildung, Info-Dienst Theologische Erwachsenenbildung. 
Konzeptuelle Grundlage der Arbeit sind die Empfehlungen des Dokuments Schwerpunkte kirchlicher Verantwortung im Bildungsbereich der Gemeinsamen Würzburger Synode der Bistümer der Römisch-katholischen Kirche in Deutschland von 1975 und die bildungspolitischen Grundsätze der sogenannten Hirschberger Erklärung der KBE von 1992. 
Die KEB ist Mitglied der Europäischen Föderation für Katholische Erwachsenenbildung (Féderation Européenne pour l’Éducation Catholique des Adultes, FEECA) mit Sitz in Brüssel. 
Vorstandsvorsitzende ist die Geschäftsführerin der Katholischen Erwachsenenbildung Rheinland-Pfalz – Landesarbeitsgemeinschaft e. V., Elisabeth Vanderheiden. Bundesgeschäftsführerin ist Andrea Heim.